# Brigitte Bop
Brigitte Bop est un groupe de punk rock français, originaire d'Orléans.

## Biographie
Brigitte Bop est formé en 1994 à Orléans. Fortement influencé par ses ainés (comme Rats, Les Cadavres, Sheriffs, Infraktion, Parabellum, La Souris Déglinguée, et The Clash), le groupe donne de nombreux concerts dans toute la France mais aussi en Belgique et Suisse. En 1997, Brigitte Pop publie un premier EP quatre titres intitulé Twist n' Punk.
En 2002, le groupe publie son deuxième album studio, Wack n' woll, suivi d'un troisième, Back in eul' Berry, en 2004.
En 2005, le groupe forme un projet parallèle appelé Les Clache, pour un seul concert. Ce projet reprend les chansons datant entre 1976 et 1980 du groupe The Clash. En 2007 sort l'album Highway to Punk.Digipack avec un CD 14 titres et un DVD avec un documentaire de présentation du groupe, des clips et des morceaux live.
En 2011 sort leur cinquième album studio, En rangs serrés, au label Trauma Social.
La même année, ils enregistrent Name Dropping, un split 45 tours quatre titres avec Edouard Nenez et Les Princes de Bretagne. En 2012/2013, le groupe reforme son projet parallèle, Les Clache, pour une poigne de concerts à travers toute la France. En mai 2015, ils sont annoncés pour une soirée au Rack'Am le 29 mai, aux côtés de Garage Lopez et The Midnight Rovers. Brigitte Bop participe le 12 novembre 2016 à un concert à Orléans, au 5e avenue.
En 2016, le 6e album intitulé Les gens aiment bien sort grâce les labels Trauma Social et Kanal Hysterik. CD digipack 12 titres avec une magnifique pochette dessinée par Mo/CDM, dessinateur phare du magazine Fluide Glacial, qui illustre aussi toutes les chansons dans le livret. Un clip est réalisé par Gildas LPDB sur le morceau La première gorgée de bière, filmé dans une brasserie artisanale.
En 2018, l'album Les gens aiment bien sort en version vinyle 33 tours rose, avec un 3e label : Abracadaboum.

### Membres actuels
- Bastos - chant, guitare
- Charles - guitare, chœurs
- Yann - basse, chœurs
- Loïc - batterie, chœurs

### Anciens membres
- Gob - chant
- Véro - chant
- David - batterie
- Vincent - basse
- Carole - batterie

## Discographie
- 1999 : C'est pas gagné !
- 2002 : Wack n' woll
- 2004 : Back in eul' Berry
- 2007 : Highway to Punk (CD + DVD)
- 2011 : En rangs serrés
- 2016 : Les Gens aiment bien (14 titres)
- 2018 : Les gens aiment bien (version vinyle)
- 2024 : Be bop à Bangkok pour Brigitte Bop (14 titres)

### EP et splits
- 1997 : Twist n' Punk (4 titres)
- 2008 : Nos futurs (4 titres)
- 2011 : Name Dropping (split 45 tours 4 titres avec Edouard Nenez et Les Princes de Bretagne)